# Hellenhahn-Schellenberg
Hellenhahn-Schellenberg – miejscowość i gmina w Niemczech, w kraju związkowym Nadrenia-Palatynat, w powiecie Westerwald, wchodzi w skład gminy związkowej Rennerod.